# Гастро понуда Земуна
Гастро понуда Земуна или кухиња Земунаца највећим делом условљена је географским положајем Земуна и представља својеврсну мешавину различитих утицаја — највећим делом елемента војвођанске кухиње, на основу којих гастро понуда Земуна може бити нешто по чему је постала препознатљива, у Србији и иностранству.

## Историја
Године 1871. после преуређења Аустроугарске, Земун је добио статусу слободног града с изборним градоначелником. Нешто касније укинута је Војна граница и Земун је постао средиште образованог среза. Године 1873. град је повезан железничком пругом са Европом, а затим, преко Београда 1884. године са истоком Србије. Улагање у инфраструктуру Земуна повећало је промет и оживело привреду, која се огледала у отварању радионица, првих фабрика, парних млинова, првих банака, савремених хотела, кафана, обнављању грађевинског фонда, уређивању улица, копању првих артеских бунара (1892) и увођењу електричног осветљења (1901).
Све то пратило је и развој угоститељства и гастро понуде у Земуну. Како је временом преовладо глас да је Земун познат по кафанама у којима се спремају најбољи рибљи специјалитети, да на јеловнику има 70 разних јела од речне рибе, да у њима риба директно из Дунава ускакаче у тигањ, и да се спрема надалеко чувена рибља чорби јединственог укуса (чија се традиционална рецептура и данас користи), почели су да долазе и угледни гости. Тако је временом Земун постао култно место и модеран угоститељски центар који је окупљао не само љубитеље рибљих специјалитета, доброг вина и друштва, већ и уметнике, књижевнике дипломате, али и аласе са Дунава, у који су они долазили и доносили пуне руке свеже рибе, право из својих чамаца.

## Основне карактеристике гастро понуде
Кухињу Земунаца карактерише:
- богатсво и разноврсност хране, што је последица близине реке, шуме и плодног тла.
- мешавина кухиња различитих народа који живе на овом простору од давнина.
- богатство кулинарских знања произашло из међусобног утицаја домаће, немачке или мађарске кухиње
- аутентичност, или изведеност јела из других кухиња
- преузетост јела из других јеловника, али са додатком аутентичне ароме и утицаја.

Рибљи специјалитети
У јеловницима Земуна пре свега доминирају јела која се справљају од речне рибе по рецептима рибара или кулинара (печена риба, рибља чорба, рибљи паприкаш и друго). Да је Земун од давнина познат по рибљим специјалитетима сведоче и називи старих ресторана попут ових — „Код плаветне штуке“, „Код златног шарана“, „Венеција” итд.
- Део гастропонуде Земуна од рибе уловљене у Дунаву и поврћа из локалних башти
- Сом и смуђ из тањираче и кромпир салат
- Смуђ орли и две вртсе салата
- Кечига из тањираче

Јела од меса и поврћа
Гастро понуду Земуна поред разноврсних јела од рибе, карактерише и богата понуда јела од разних врста црвеног и белог меса и разноврсног поврћа, са елементима, страосрпске, војвођанске али и европске кухиње, пре свега мађарске.
Пецива
Богата понуду пецива и колача у Земуну, најчешће је резултат утицаја војвођанске кухиње (штрудле, пите, крофне и остало).
Пића
Уз добру храну Земун нуди и добар асортиман пића, који се у Земуну ослања на богату винску карту суседних региона (Опленачког, Фрушкогорског и Вршачког виногорја, али и на изузетну понуду пива, међу којима се налази и домаћи произвођач земунског пива. Богата је и понуда домаћих безалкохолних пића, на бази воћних сокова.

## Угоститељски објекти
Дуга угоститељска традиција у Земуну се може пратити још од најстарије сачуваног кафанског објекта у Београду означеног као „Зартакен“. Грађен у бондруку као објекат двојне намене са становима на спрату и кафаном „Бели медвед” у приземљу, у литератури се помиње као место у коме су боравили не само многи путописци већ и 1717. Евгеније Савојски. 
У Земуну се данас гатропонуда домаће и интернационалне кухиње сервира у бројним ресторанима, међу којима су признатији: пре свега „Шаран“ и „Венеција“ са вишевековном традицијом квалитета, затим „Река“, затим „Наја“, „Радецки“ „Код капетана“, „Златник“, „Београд“, „Стара царинарница“, „Балкан експрес“, „Вардар“, „Данубијус“, „Стари Земун“, „Платани“, „Гардош“, „Бела Наполи“, „Златно весло“, „Кајак“, „Салаш“ и многи други новоотворени ресторани, кафане пицерије, пекаре, посластичаре итд.
- Део угоститељских објекта на Земунском кеју
- Ресторан „Шаран”
- Ресторан „Стари шлеп”
- Ресторан „Венеција”
- Ресторан „Toro grill”
- Ресторан „Шетач”
- Ресторан „Pelo Rio”

## Кулинарске манифестације
Везано за храну и пиће У Земуну су раније постојале манифестације забавно туристичког карактера, које су најчешће биле везане за припрему рибље чорбе, али су у последње време оне престале да постоје, или се ретко одржавају.  Један од таквих фестивала је Земунскифестивалу вина и хране“, на коме ЈКП „Градске пијаце“ учествују у сарадњи са „Савезом винара и виноградара Србије“. На овом фестивалу посетиоце очекује  дегустација традиционалних српских домаћих специјалитета са земунских и београдских пијаца и богат избор вина  домаћих винарија и винских подрума.
Обанављање манифестација које би имале у свом програму припрему рибе, слатких или сланих јела са подручаја око Земуна, са нагласком на такмичарски карактер и забаву, свакако би привукла велики број такмичара, гурмана али и туриста.